# Cesonia chickeringi
Cesonia chickeringi Platnick & Shadab, 1980 è un ragno appartenente alla famiglia Gnaphosidae.

## Etimologia
Il nome proprio è in onore dell'aracnologo statunitense Arthur Chickering (1887-1974) che il 28 dicembre 1963 raccolse gli esemplari.

## Caratteristiche
L'olotipo femminile rinvenuto ha lunghezza totale è di 3,61mm; la lunghezza del cefalotorace è di 1,52mm e la larghezza è di 1,17mm.

## Distribuzione
La specie è stata reperita sull'isola di Giamaica: nei pressi della località di Mona Heights, situata nella Saint Andrew Parish, nella contea di Surrey.

## Tassonomia
Al 2015 non sono note sottospecie e dal 1980 non sono stati esaminati nuovi esemplari.